# James Craig Annan
James Craig Annan (Hamilton, 8 marzo 1864 – Lenzie, 5 giugno 1946) è stato un fotografo britannico.
Fu un pioniere del processo di fotoincisione in Gran Bretagna che introdusse dopo averlo appreso dall'inventore Karel Klíč.

## Biografia
Secondo figlio di Thomas, un litografo e incisore scozzese ed elencato a partire dal 1855 come calotipista, ebbe modo di studiare chimica e filosofia all'Anderson's College di Glasgow, che anni dopo sarebbe divenuta l'Università di Strathclyde. Al termine degli studi entrò a far parte dell'azienda di famiglia, la "T. & R. Annan and Sons di Glasgow".
Nel 1883 Annan, assieme al padre, si recò a Vienna per imparare ed approfondire le recniche delle calcografia fotografica e fotoincisione dal suo principale inventore, il ceco Karel Klíč, il quale concesse ad Annan il brevetto per la Scozia ma senza che rivelasse il procedimento a nessuno pena una multa. Klíč perfezionò ulteriormente la sua invenzione nel corso dei sette anni che trascorse in Inghilterra a partire dal 1890. Tre anni dopo il suo arrivo costruì la prima rotativa per fotoincisioni.
Con ciò che aveva imparato, peraltro in sole tre settimane di corso con Klíč, tornato a Glasglow, fu in grado, assieme al padre, di dare un forte impulso all'impresa che ebbe notevoli riconoscimenti. In pochi anni, James Craig Annan, raggiunse alcuni risultati che, per l'epoca, lo posero tra i fotografi più in vista nel suo paese, ma anche in America: nonostante fosse un apprezzato ritrattista, continuò la sua attività di paesaggista e scene di genere. Nel 1894 venne eletto nel Linked Ring, la più prestigiosa associazione fotografica inglese che mirava alla parità artistica con le altre discipline. Nel 1900 Annan tenne una retrospettiva personale alla Royal Photographic Society attraverso la quale ricevette una borsa di studio onoraria. Qualche anno dopo pubblicò un portfolio in edizione limitata delle sue opere scattate in Italia, Venezia e Lombardia: una serie di fotoincisioni originali. 
Annan espose varie volte a Londra e Parigi, all'Esposizione Internazionale di Glasgow del 1901, nelle esposizioni della Photo-Secession di Alfred Stieglitz. Nel 1910 le sue opere furono presenti all'International Exhibition of Pictorial photography (Esposizione Internazionale di Fotografia Pittorica) che ebbe luogo nella città di Buffalo, che rappresentò il punto più alto del pittorialismo fotografico europeo e statunitense con i nomi più prestigiosi dell'epoca: oltre allo stesso Stieglitz, Edward Steichen, Clarence H. White, Gertrude Käsebier, Frank Eugene, F. Holland Day, Alvin Langdon Coburn, David Octavius Hill, Robert Adamson.
Ebbe rilievo nell fotografia americana d'inizio secolo se consideriano che venne pubblicato da Stieglitz su Camera Notes nel 1906, 1909 e 1912 e sulla rivista trimetrsale Camera Work di cui curò molte fotoincisioni. La sua casa editrice di Glasgow, peraltro, ha editato molti volumi sulla Scozia, le sue città e la sua storia, grazie alle sue fotoincisioni. Nei volumi da lui pubblicati usò anche le foto lasciate in eredità dal padre Thomas, il quale, fra l'altro nel 1869, aveva acquistato il contenuto di Rock House, che apparteneva a David Octavius Hill, comprendente anche molte fotografie e negativi che vennero stampati nei suoi libri dal figlio James, alcuni dei quali riprodotti anche su Camera Work.
Le sue immagini sono conservate principalmete: Metropolitan Museum of Art, Museum für Kunst und Gewerbe, Royal Photographic Society, Scottish National Portrait Gallery, Staatliche Museen zu Berlin, Museo Nacional Centro de Arte Reina Sofía.

## Galleria d'immagini

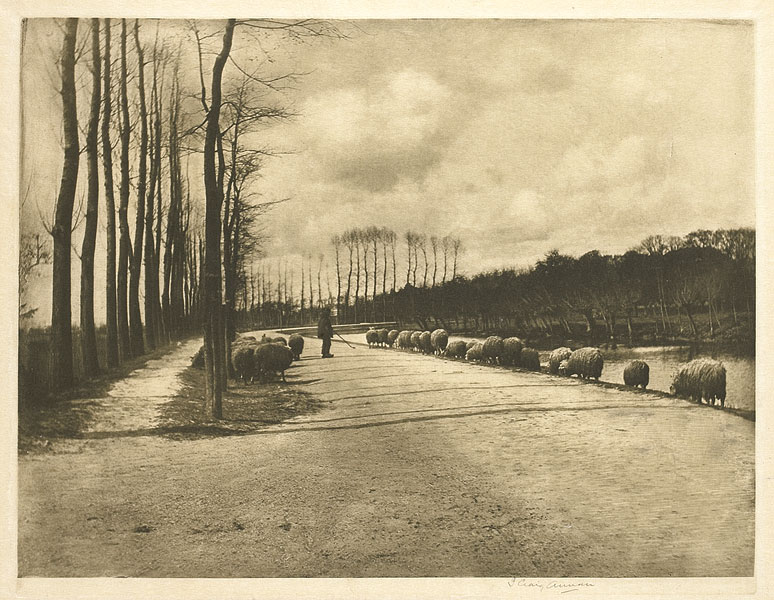
Pecorelle a Utrecht, 1892
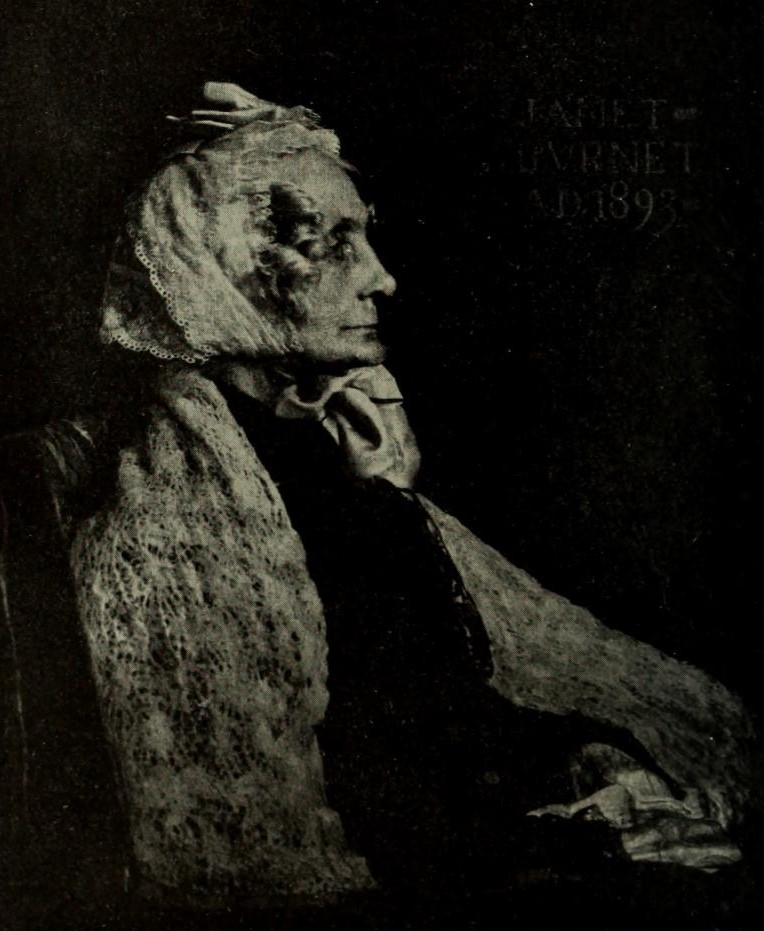
Janet Burnet, 1893 (pubblicato su Camera Work)
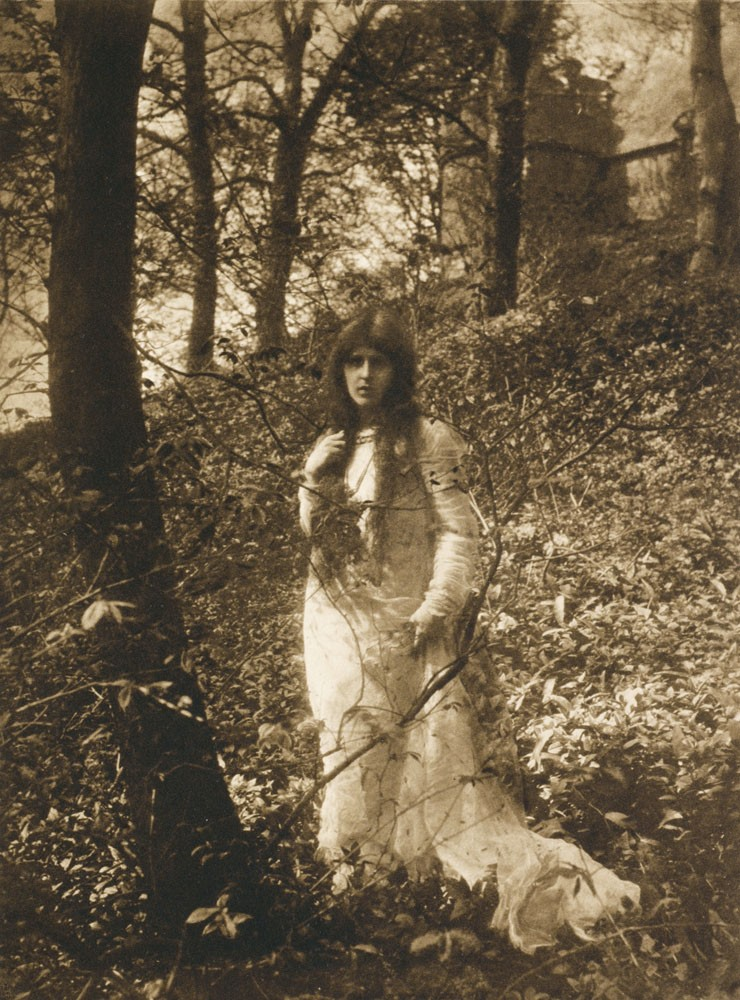
Eleonore, 1900
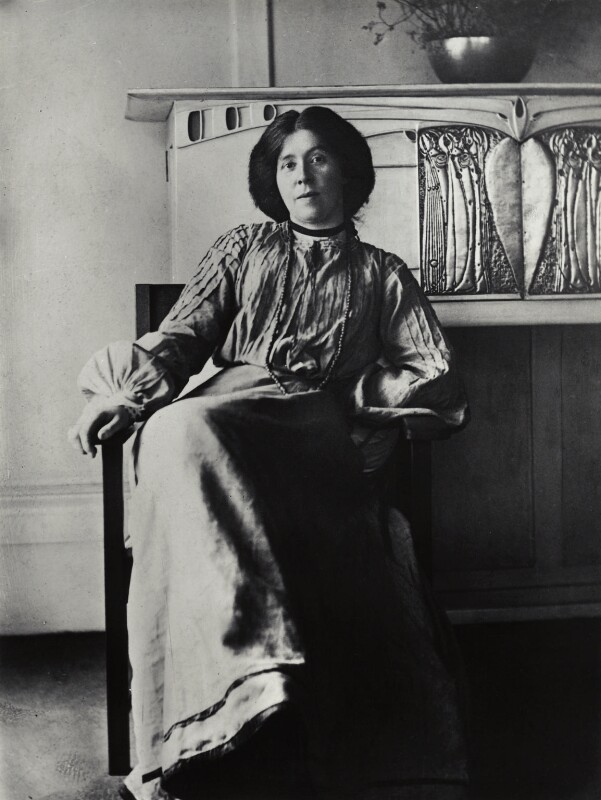
La pittrice e illustratrice inglese Margaret Macdonald Mackintosh, 1901
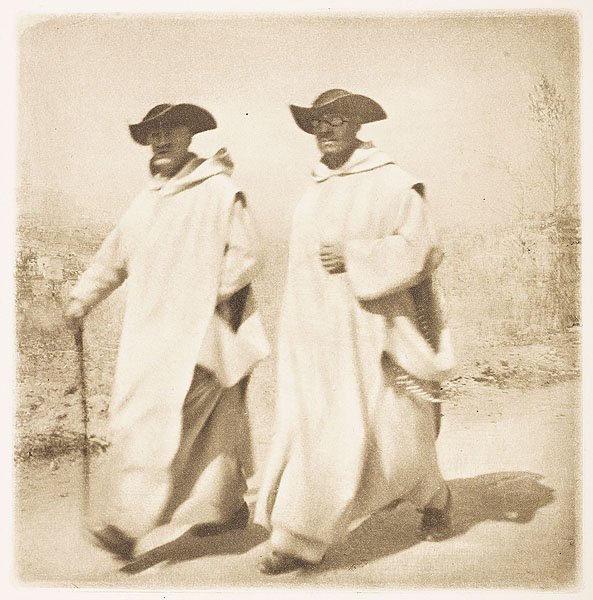
Monaci bianchi, 1901 (pubblicato su Camera Notes)
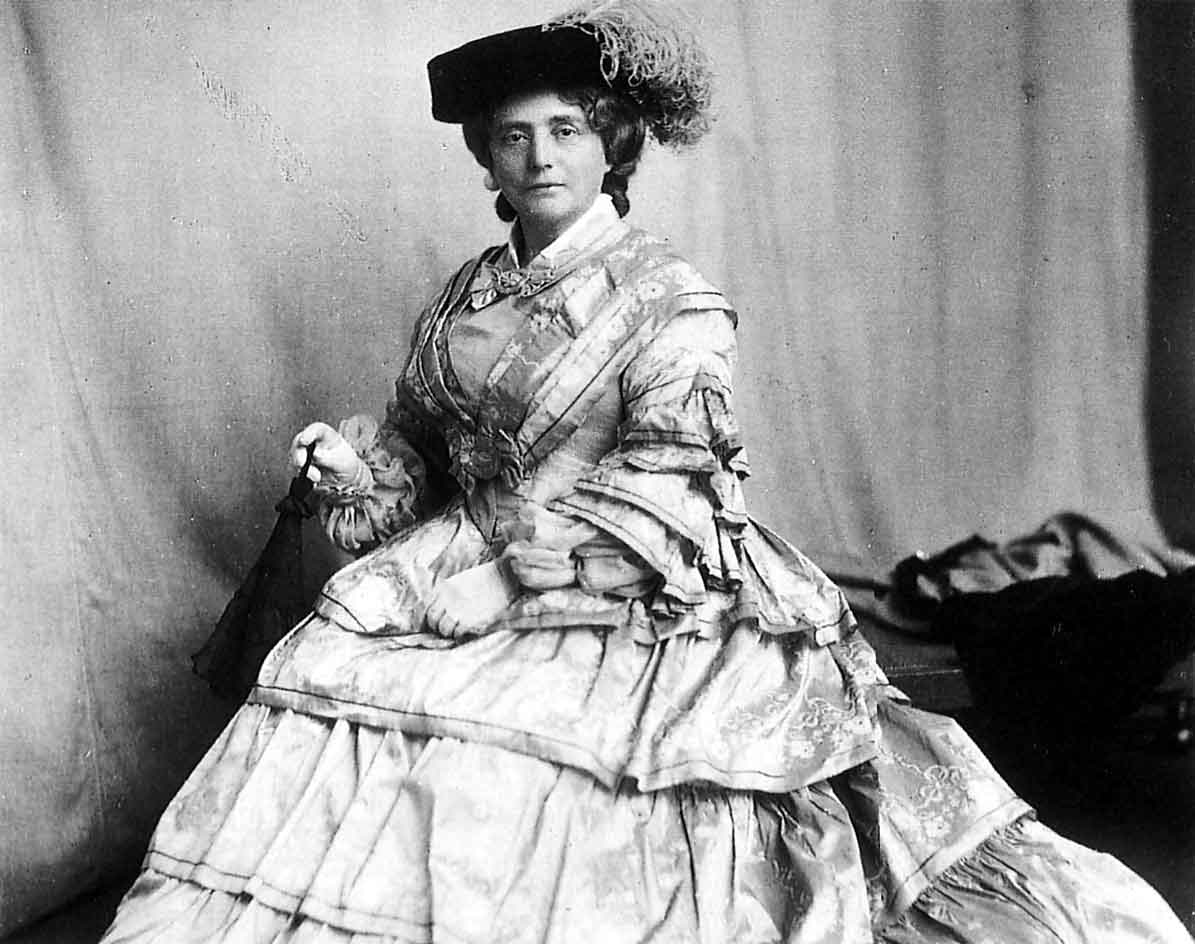
Catherine Cranston concepì e realizzò col marito una serie di sale da thé artistiche, 1903
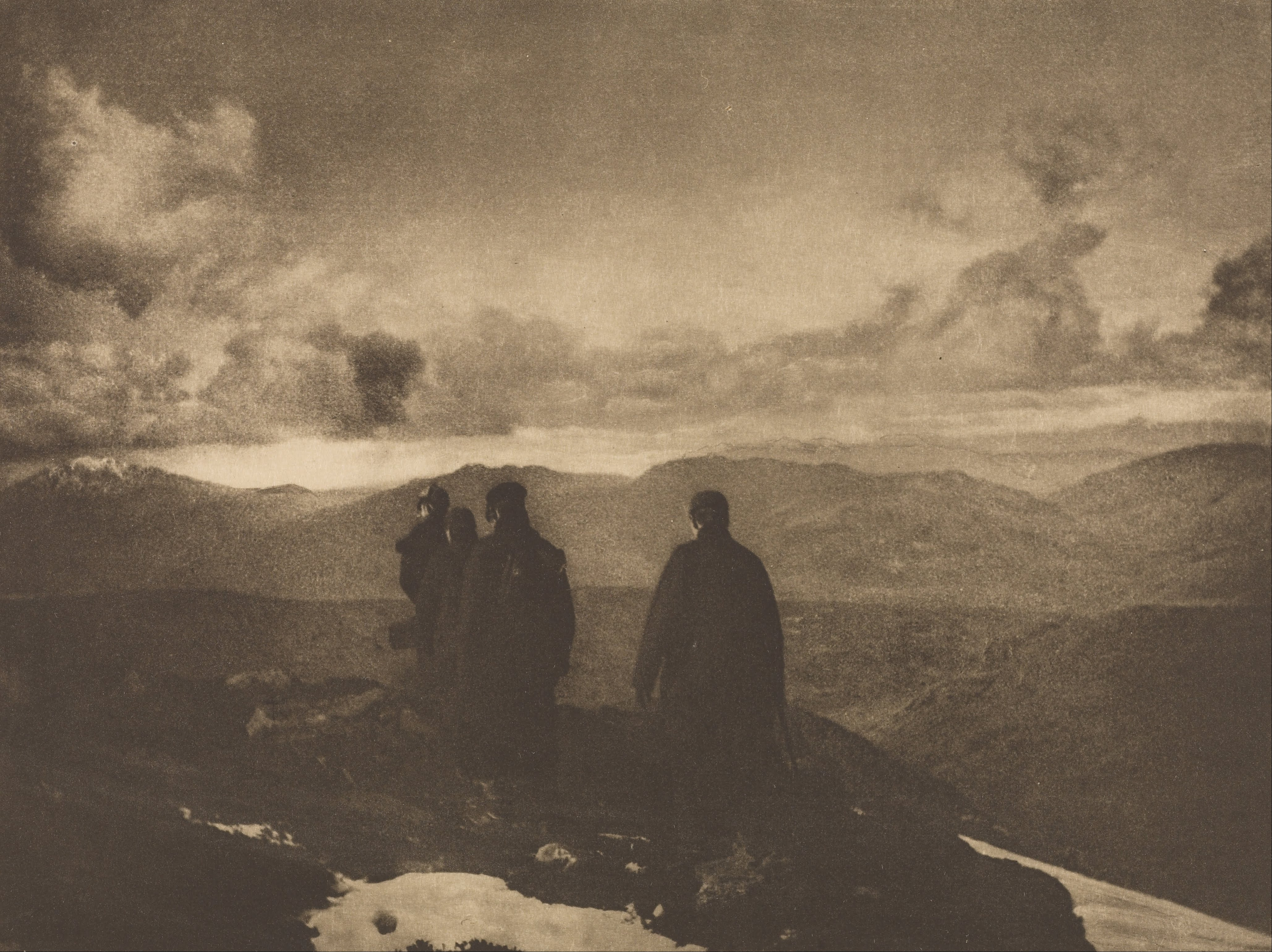
The Dark Mountains, 1904
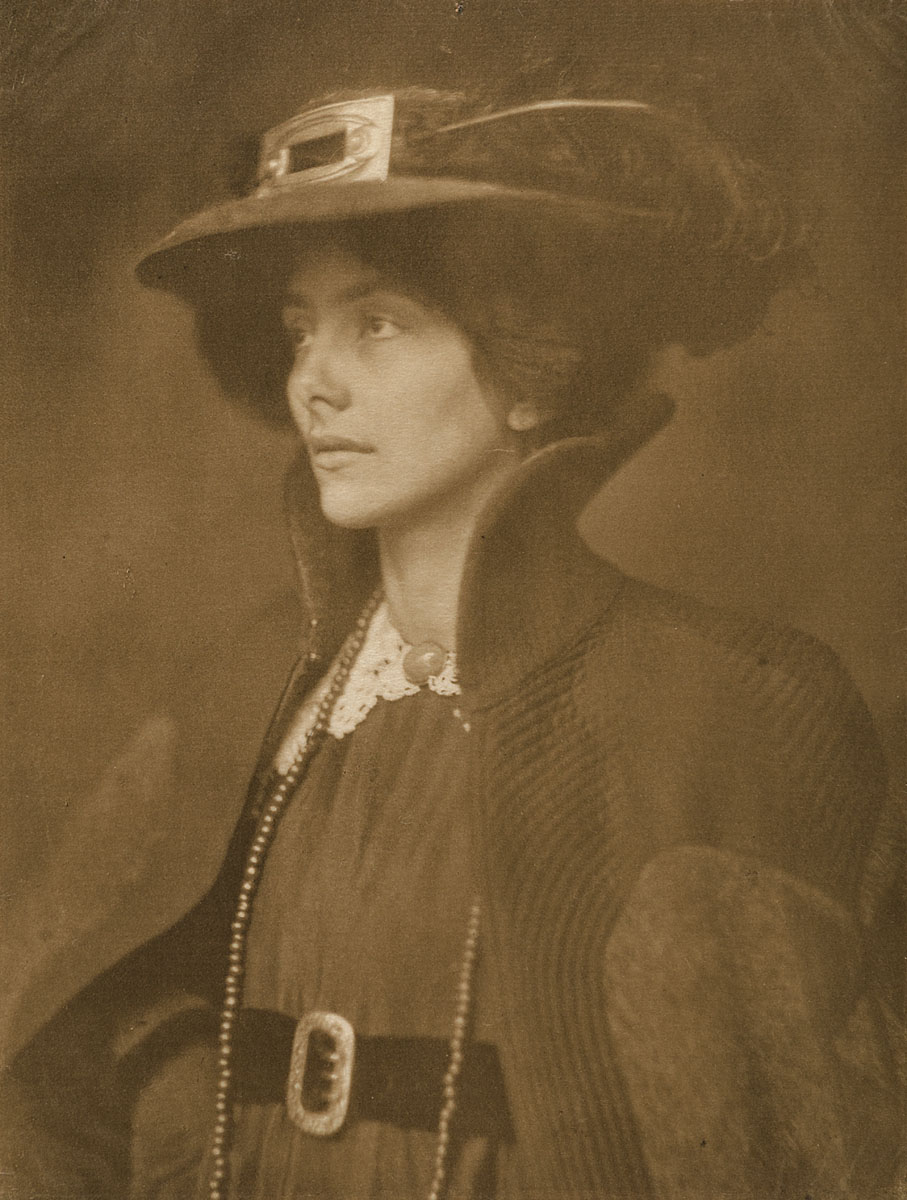
La designer di moda tedesca Anna Muthesius, 1904
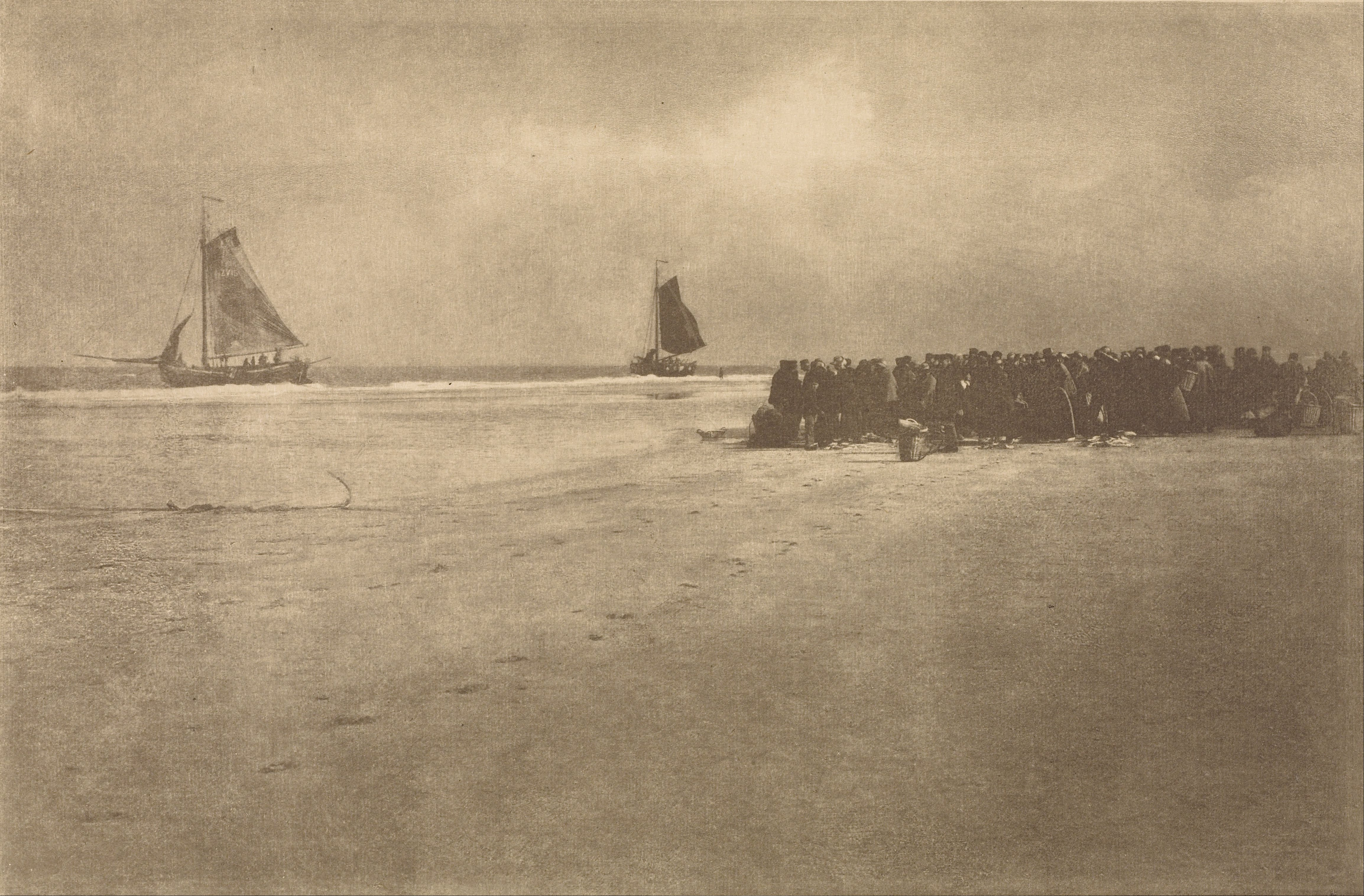
Sulla costa olandese, 1904